# Nicklas Lidström
Nicklas Erik Lidström (* 28. April 1970 in Västerås) ist ein ehemaliger schwedischer Eishockeyspieler und derzeitiger -funktionär. Der Verteidiger begann seine Karriere beim Västerås IK und bestritt anschließend zwischen 1991 und 2012 über 1500 Partien für die Detroit Red Wings in der National Hockey League (NHL). Mit dem Team, das er von 2006 bis 2012 als Kapitän anführte, gewann er viermal den Stanley Cup und erhielt dabei 2002 als erster Europäer die Conn Smythe Trophy als MVP der Playoffs. In seinen 20 Saisons bei den Red Wings, bei denen er diverse Franchise-Rekorde aufstellte, erreichte er immer die Playoffs, sodass er (gemeinsam mit Larry Robinson) einen NHL-Rekord hält. Mit der schwedischen Nationalmannschaft gewann er jeweils die Goldmedaille bei der Weltmeisterschaft 1991 sowie bei den Olympischen Winterspielen 2006.
Lidström gilt gemeinhin als bester Abwehrspieler seiner Generation sowie insgesamt als einer der besten Eishockeyspieler aller Zeiten. Er wurde siebenmal mit der James Norris Memorial Trophy als bester Verteidiger der NHL ausgezeichnet und war zwölfmal im NHL All-Star Team vertreten. Neben dem Triple Gold Club gehört er seit 2014 der IIHF Hall of Fame und der Schwedischen Eishockey-Ruhmeshalle sowie seit 2015 der Hockey Hall of Fame an. Ferner wird seine Trikotnummer 5 bei den Detroit Red Wings nicht mehr vergeben.
Seit Januar 2022 ist der Schwede als Vice President of Hockey Operations im Management der Red Wings tätig.

## Karriere
Nicklas Lidström begann seine Karriere beim Västerås IK, wo er in der Saison 1987/88 erstmals bei den Profis in der zweitklassigen Allsvenskan eingesetzt wurde und beim Aufstieg in die Elitserien mithalf. In der darauffolgenden Spielzeit gehörte er zum Stammkader von Västerås und konnte durch seine Leistungen die nordamerikanischen Mannschaften auf sich aufmerksam machen, sodass er im NHL Entry Draft 1989 von den Detroit Red Wings in der dritten Runde an Position 53 ausgewählt wurde.
Lidström spielte noch zwei weitere Jahre in Schweden und konnte seine Fähigkeiten besonders in der Offensive verbessern. Zudem errang er 1990 bei der Junioren-WM die Silbermedaille und gewann ein Jahr später mit der schwedischen Nationalmannschaft die Goldmedaille bei der Weltmeisterschaft der Senioren.
Nur wenige Monate später gab er im Herbst 1991 sein Debüt in der NHL für die Detroit Red Wings. Lidström setzte sich sofort in der Mannschaft und in der Liga durch. Besonders in der Offensive setzte der schwedische Verteidiger mit elf Toren und 49 Vorlagen Akzente, die Calder Memorial Trophy für den besten Rookie der Saison ging aber an den russischen Stürmer Pawel Bure. Lidström belegte bei der Wahl den zweiten Platz und wurde in das NHL All-Rookie Team gewählt.
Er spielte darauf zwei weitere gute Saisons an der Seite seines routinierten Verteidigerkollegen Paul Coffey für die Red Wings und kehrte im Herbst 1994 zu seinem Heimatverein Västerås IK zurück, da sich der Beginn der NHL-Saison 1994/95 aufgrund eines Lockout verzögerte, gehörte im Januar 1995 aber wieder zum Kader von Detroit. In dieser Saison bewies er auch erstmals seine Qualitäten in den Play-offs und war einer der besten Scorer in der Endrunde, als die Red Wings im Finale um den Stanley Cup gegen die New Jersey Devils verloren.

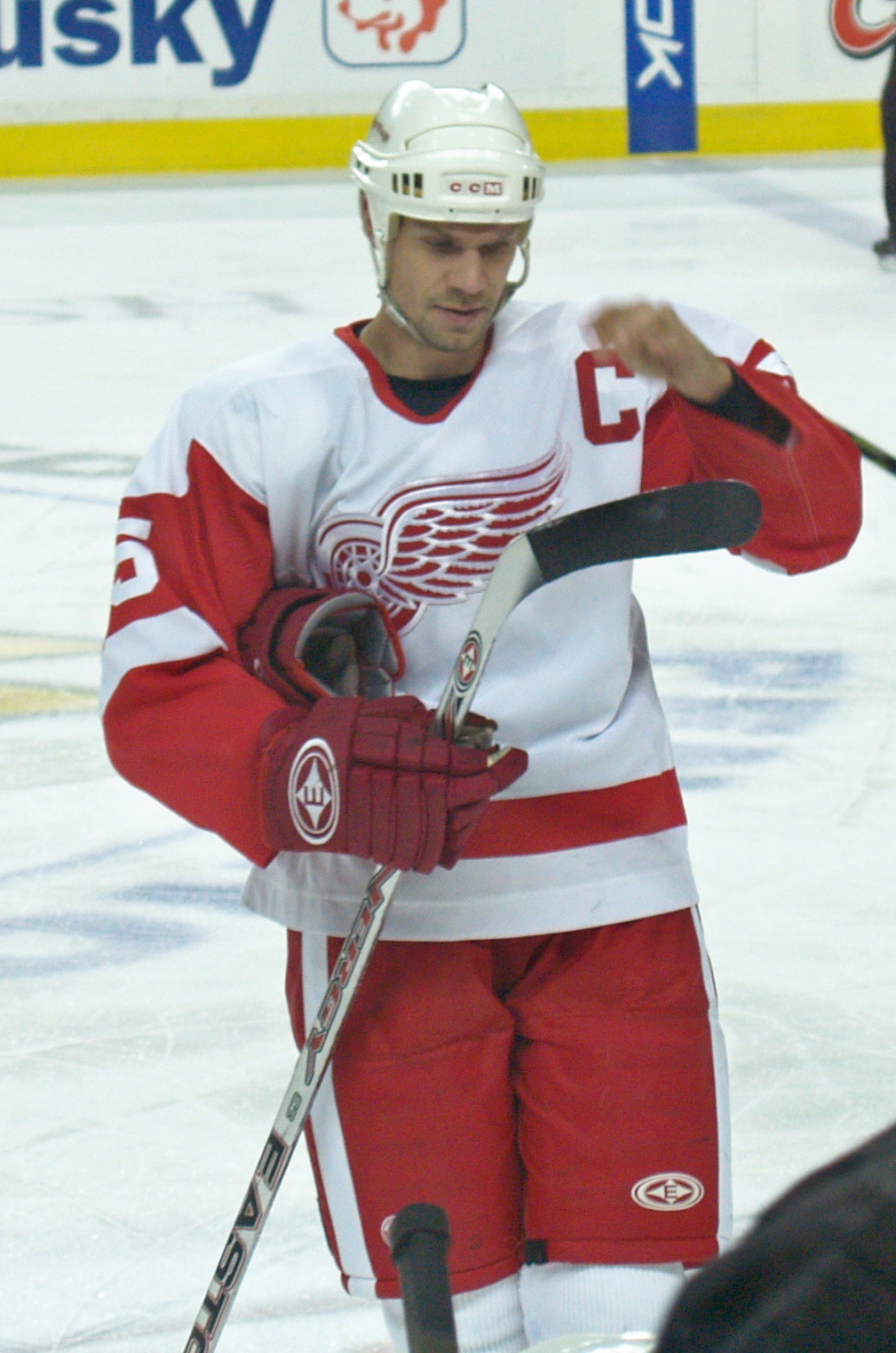
Lidström im Trikot der Red Wings

1995/96 setzte Lidström mit 67 Punkten eine neue persönliche Bestmarke und hatte durch sein Defensivspiel Anteil daran, dass die Red Wings die wenigsten Gegentreffer in der Liga kassierten. In den Playoffs mussten sie sich jedoch im Finale der Western Conference der Colorado Avalanche geschlagen geben. Im Jahr darauf gelang dann schließlich der große Erfolg. Im Stanley-Cup-Finale trafen die Detroit Red Wings auf die Philadelphia Flyers und Nicklas Lidström erzielte nach bereits drei gewonnenen Spielen die 1–0-Führung im vierten Spiel, die den Grundstein zum 2–1-Erfolg gegen die Flyers und zum ersten Stanley-Cup-Triumph der Red Wings seit 42 Jahren legte.
Zum Beginn der Saison 1997/98 wurde er zum Alternativ-Kapitän der Detroit Red Wings ernannt. Er konnte mit der Mannschaft an die erfolgreiche Vorsaison anknüpfen, gewann erneut den Stanley Cup und war mit sechs Toren und 13 Assists viertbester Scorer in den Playoffs. Zudem wurde er erstmals für die James Norris Memorial Trophy als bester Verteidiger der NHL nominiert, die aber Rob Blake gewann und wurde ins NHL First All-Star Team gewählt.
Lidström etablierte sich fortan unter den besten Verteidigern der Liga, wurde in den folgenden zwei Saisons wieder ins First All-Star Team gewählt und war beide Male für die James Norris Memorial Trophy nominiert. Der mannschaftliche Erfolg blieb jedoch vorerst aus. Zudem wurden Gerüchte laut, dass er Nordamerika verlassen werde, damit seine Söhne in Schweden zur Schule gehen können.
Doch Lidström blieb in Detroit und spielte mit 71 erzielten Punkten eine seiner besten Saisons und war damit zweitbester Scorer der Red Wings. In den Playoffs scheiterte er mit seinem Team jedoch schon überraschend in der ersten Runde an den Los Angeles Kings. Trotzdem wurde er erstmals als bester Verteidiger der NHL mit der James Norris Memorial Trophy ausgezeichnet.
In der Saison 2001/02 dominierten die Detroit Red Wings in der regulären Saison die NHL und schlossen mit 15 Punkten Vorsprung vor den zweitplatzierten Boston Bruins ab. Lidström gehörte dabei, wie in den Jahren zuvor, zu den zentralen Figuren der Mannschaft und war mit 50 Assists bester Torvorbereiter der Red Wings. Auch in den diesjährigen Playoffs setzte er seine guten Leistungen in der Defensive als auch in der Offensive fort. Die Red Wings besiegten die Vancouver Canucks, die St. Louis Blues und ihren Erzrivalen, die Colorado Avalanche, ehe sie im Stanley-Cup-Finale auf die Carolina Hurricanes trafen. Nachdem sie mit einer Heimniederlage in die Finalrunde gestartet waren, gewann sie die nächsten Spiele und somit auch den dritten Stanley Cup seit 1997. Lidström steuerte in den 23 Playoff-Spielen fünf Tore und elf Vorlagen bei und wurde als erster Europäer mit der Conn Smythe Trophy als wertvollster Spieler der Playoffs ausgezeichnet. Hinzu kam seine zweite James Norris Memorial Trophy als bester Verteidiger und die fünfte Berufung in das First All-Star Team in Folge.
In der folgenden Saison gehörten die Red Wings wieder zu den besten Teams der regulären Saison, doch die Titelverteidigung scheiterte in den Playoffs bereits in der ersten Runde mit einer 0–4-Niederlage in der Serie gegen die Anaheim Ducks. Lidström war in der regulären Saison zwar nur drittbester Scorer unter den Verteidigern hinter Al MacInnis und Sergei Gontschar, aber führte sie mit einem Plus/Minus-Wert von +40 an und gewann erneut die James Norris Memorial Trophy.
2003/04 spielte Lidström die schwächste Saison seiner Karriere. Zwar belegten die Red Wings den ersten Platz in der NHL, doch der Schwede konnte nicht mit den besten Verteidigern der Liga mithalten. Nach dem Aus in der zweiten Playoff-Runde schloss er sich der schwedischen Nationalmannschaft bei der Weltmeisterschaft an und absolvierte sein erstes Spiel beim Halbfinal-Sieg über die USA. Im Finale scheiterten sie jedoch am Team Kanada.
Nach der Weltmeisterschaft spielte Lidström noch für Schweden beim World Cup of Hockey 2004, legte dann aber aufgrund des Ausfalls der gesamten NHL-Saison 2004/05 wegen eines Lockout eine einjährige Pause ein.
Zur Saison 2005/06 kehrte er wieder zu den Red Wings zurück, die erneut die Liga dominierten, aber in den Playoffs früh scheiterten. Lidström setzte eine neue persönliche Bestmarke mit 80 Punkten in 80 Spielen, führte die Verteidiger als bester Scorer an und wurde bereits zum vierten Mal als bester Verteidiger der NHL ausgezeichnet. Im Februar 2006 nahm er an den Olympischen Winterspielen in Turin teil und gewann die Goldmedaille. Im Finale gegen Finnland erzielte er zu Beginn des letzten Drittels den 3–2-Siegtreffer.
Im Sommer 2006 gab der langjährige Mannschaftskapitän der Red Wings, Steve Yzerman, sein Karriereende bekannt und Nicklas Lidström trat seine Nachfolge an.
Als Kapitän der Red Wings führte er die Mannschaft nach einer guten regulären Saison bis ins Finale der Western Conference, wo sie den Anaheim Ducks unterlagen. Mit vier Toren und 14 Assists in 18 Spielen war er bester Scorer von Detroit in den Playoffs. Nach der Saison zeichnete ihn die NHL zum fünften Mal mit der James Norris Memorial Trophy als besten Verteidiger aus, was zuvor nur Doug Harvey, Bobby Orr und Ray Bourque gelang.

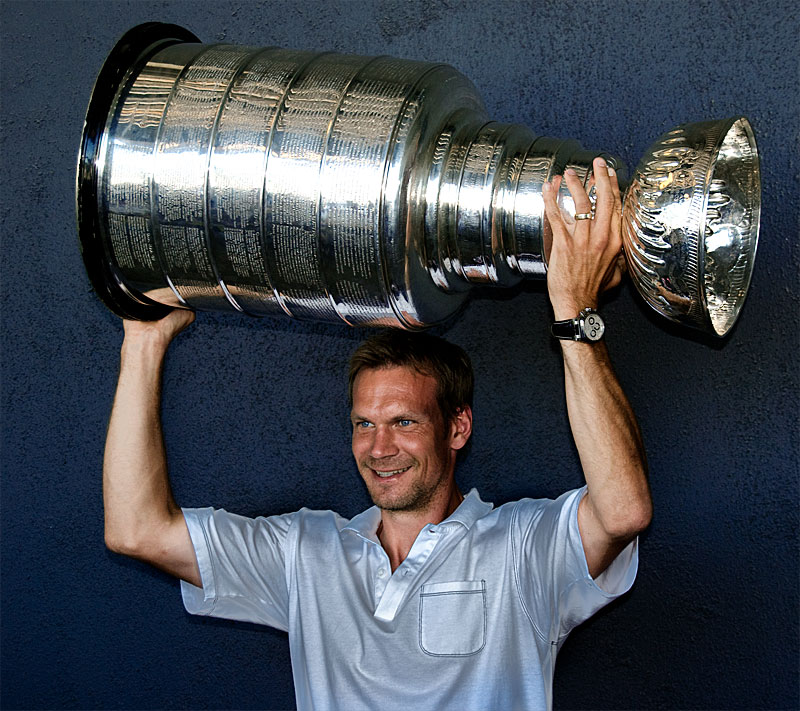
Nicklas Lidström mit dem Stanley Cup

In der Saison 2007/08 gewann er mit den Red Wings als erster europäischer Kapitän der NHL-Geschichte den Stanley Cup.
Nicklas Lidström gilt aufgrund seiner Allroundfähigkeiten in der Defensive sowie in der Offensive als einer der besten Verteidiger in der NHL-Geschichte. Zudem wurde er von 1999 bis 2003 fünf Mal in Folge für die Lady Byng Memorial Trophy nominiert, die der Spieler erhält, der einen hohen sportlichen Standard in Kombination mit Fairness aufweist. Lidström hat bisher 1412 Spiele in 18 Spielzeiten bestritten und verpasste aufgrund von Verletzungen bisher nur 32 Begegnungen.
Seit dem Gewinn der Goldmedaille bei den Olympischen Winterspielen gehört Lidström zum kleinen Kreis des Triple Gold Club, dem die Spieler angehören, die die Weltmeisterschaft, olympisches Gold und den Stanley Cup gewinnen konnten.
Anfang Juni gaben die Detroit Red Wings bekannt, dass Lidström seinen Vertrag erneut um ein Jahr verlängern würde. Zuvor hatte der Verteidiger nach dem frühzeitigen Playoff-Aus seiner Mannschaft seine Zukunft offengelassen.
Am 15. Dezember 2010 erzielte er im Spiel gegen die St. Louis Blues zum ersten Mal in seiner Karriere einen Hattrick. Nach Abschluss der regulären Saison 2010/11, die Lidström mit einer Bilanz von 62 Scorerpunkten beendete und dadurch der älteste Verteidiger der NHL-Geschichte mit über 60 Punkten wurde, erhielt er gemeinsam mit Loui Eriksson und Martin St. Louis abermals eine Nominierung für die Lady Byng Memorial Trophy.
Im Juni 2011 unterschrieb der Verteidiger erneut einen Einjahresvertrag bei den Detroit Red Wings. Am 31. Mai 2012 gab Lidström nach 20 Spielzeiten in der National Hockey League sein Karriereende bekannt.
Im August 2013 gaben die Detroit Red Wings bekannt, dass die Nummer 5 von Nicklas Lidström am 6. März 2014 beim Spiel gegen die Colorado Avalanche gesperrt wird.
Im Juni 2015 wurde er in die Hockey Hall of Fame aufgenommen.
Seit Januar 2022 ist der Schwede als Vice President of Hockey Operations im Management der Red Wings tätig.

## Erfolge und Auszeichnungen
| - 1991 NHL-Rookie des Monats November - 1991 NHL-Rookie des Monats Dezember - 1992 NHL All-Rookie Team - 1996 Teilnahme am NHL All-Star Game - 1997 Stanley-Cup-Gewinn mit den Detroit Red Wings - 1998 Teilnahme am NHL All-Star Game - 1998 Stanley-Cup-Gewinn mit den Detroit Red Wings - 1998 NHL First All-Star Team - 1999 Teilnahme am NHL All-Star Game - 1999 NHL First All-Star Team - 2000 Teilnahme am NHL All-Star Game - 2000 NHL First All-Star Team - 2000 Viking Award - 2001 Teilnahme am NHL All-Star Game - 2001 James Norris Memorial Trophy - 2001 NHL First All-Star Team - 2002 Teilnahme am NHL All-Star Game - 2002 Stanley-Cup-Gewinn mit den Detroit Red Wings - 2002 Conn Smythe Trophy - 2002 James Norris Memorial Trophy | - 2002 NHL First All-Star Team - 2003 Teilnahme am NHL All-Star Game - 2003 James Norris Memorial Trophy - 2003 NHL First All-Star Team - 2004 Teilnahme am NHL All-Star Game - 2006 James Norris Memorial Trophy - 2006 NHL First All-Star Team - 2006 Viking Award - 2007 Teilnahme am NHL All-Star Game - 2007 James Norris Memorial Trophy - 2007 NHL First All-Star Team - 2008 Teilnahme am NHL All-Star Game - 2008 Stanley-Cup-Gewinn mit den Detroit Red Wings - 2008 James Norris Memorial Trophy - 2008 NHL First All-Star Team - 2009 NHL Second All-Star Team - 2010 NHL Second All-Star Team - 2011 Teilnahme am NHL All-Star Game - 2011 James Norris Memorial Trophy - 2011 NHL First All-Star-Team |

### International
| - 1991 Goldmedaille bei der Weltmeisterschaft - 1994 Bronzemedaille bei der Weltmeisterschaft - 2004 Silbermedaille bei der Weltmeisterschaft | - 2006 Goldmedaille bei den Olympischen Winterspielen - 2006 All-Star-Team der Olympischen Winterspiele |

### Sonstige
- 2006 Aufnahme in den Triple Gold Club
- 2014 Aufnahme in die IIHF Hall of Fame
- 2014 Aufnahme in die Schwedische Eishockey-Ruhmeshalle
- 2015 Aufnahme in die Hockey Hall of Fame

## Karrierestatistik

### International
Vertrat Schweden bei:
| - U18-Junioren-Europameisterschaft 1988 - U20-Junioren-Weltmeisterschaft 1990 - Weltmeisterschaft 1991 - Canada Cup 1991 - Weltmeisterschaft 1994 - World Cup of Hockey 1996 | - Olympischen Winterspielen 1998 - Olympischen Winterspielen 2002 - Weltmeisterschaft 2004 - World Cup of Hockey 2004 - Olympischen Winterspielen 2006 - Olympischen Winterspielen 2010 |

(Legende zur Spielerstatistik: Sp oder GP = absolvierte Spiele; T oder G = erzielte Tore; V oder A = erzielte Assists; Pkt oder Pts = erzielte Scorerpunkte; SM oder PIM = erhaltene Strafminuten; +/− = Plus/Minus-Bilanz; PP = erzielte Überzahltore; SH = erzielte Unterzahltore; GW = erzielte Siegtore; 1 Play-downs/Relegation; Kursiv: Statistik nicht vollständig)